# East of Scotland Championships 2015
Die East of Scotland Championships 2015 im Badminton fanden vom 14. bis zum 15. März 2015 in Edinburgh statt.

## Sieger und Platzierte
| Disziplin    | Gold                             | Silber                          | Bronze                           |
| ------------ | -------------------------------- | ------------------------------- | -------------------------------- |
| Herreneinzel | Matthew Carder                   | Ben Torrance                    | Josh Neill                       |
| Herreneinzel | Matthew Carder                   | Ben Torrance                    | Danny Leinster                   |
| Dameneinzel  | Julie MacPherson                 | Caitlin Pringle                 | Eleanor O’Donnell                |
| Dameneinzel  | Julie MacPherson                 | Caitlin Pringle                 | Kirsten Geals                    |
| Herrendoppel | Martin Campbell Michael Campbell | Josh Neill Ben Torrance         | Thomas Bethell Steven Stewart    |
| Herrendoppel | Martin Campbell Michael Campbell | Josh Neill Ben Torrance         | Matthew Carder Patrick MacHugh   |
| Damendoppel  | Rebekka Findlay Caitlin Pringle  | Kirsten Geals Victoria Wan      | Sarah Findlay Eleanor O’Donnell  |
| Damendoppel  | Rebekka Findlay Caitlin Pringle  | Kirsten Geals Victoria Wan      | Julie MacPherson Ciara Torrance  |
| Mixed        | Adam Hall Julie MacPherson       | Patrick MacHugh Rebekka Findlay | Thomas Bethell Caitlin Pringle   |
| Mixed        | Adam Hall Julie MacPherson       | Patrick MacHugh Rebekka Findlay | Gordon Thomson Eleanor O’Donnell |